# Workhouse

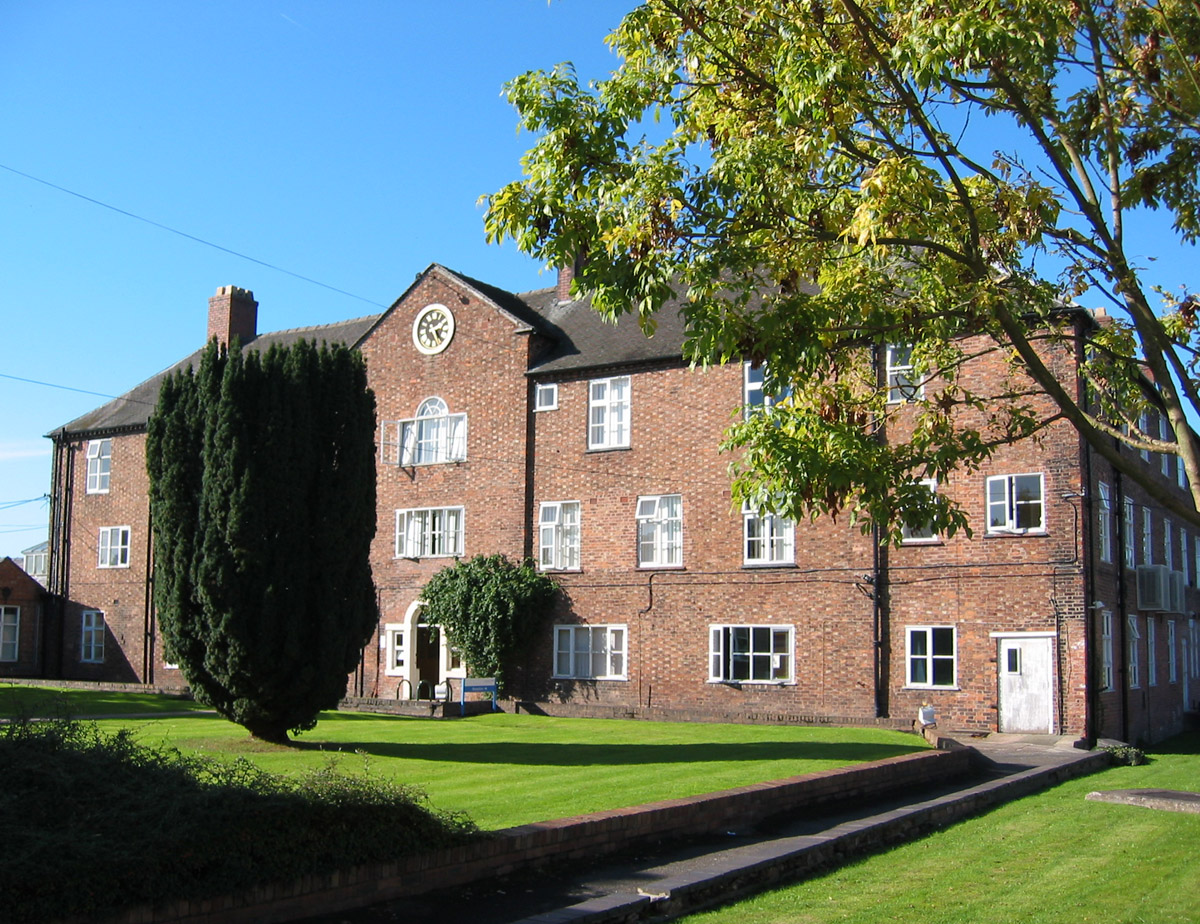
Antiga workhouse de 1780 em Nantwich

Na história britânica, uma workhouse era um lugar onde as pessoas pobres que não tinham com que subsistir podiam ir viver e trabalhar. O exemplo mais antigo de workhouse data de 1652 em Exeter, embora existam provas escritas da presença de instituições similares anteriores a essa data. Alguns documentos escritos referem uma workhouse em Abingdon por volta de 1631.
As origens da Workhouse podem ser traçadas até a Poor Law de 1388, que procurou resolver a situação de falta de mão de obra posterior à Peste Negra, restringindo o deslocamento dos trabalhadores, e tornando o Estado responsável por ajudar no sustento dos pobres. Mas o massivo desemprego sucessor ao final das Guerras Napoleônicas em 1815, a introdução de novas tecnologias para substituir a mão de obra dos agricultores, e uma série de safras ruins indicavam, no começo dos anos 1830, que o sistema estabelecido de acolhimento aos pobres se  insustentável. A New Poor Law de 1834 procurou reverter a nova situação econômica ao desencorajar o acolhimento a qualquer um que se recusasse a entrar para uma workhouse. Algumas autoridades da Poor Law ansiavam operar workhouses e obter lucro do trabalho gratuito de seus moradores, que geralmente não possuíam nenhuma habilidade ou motivação para competir no mercado de trabalho, Muitos desses trabalhadores eram empregados em tarefas como quebrar pedras, esmagar ossos para a produção de fertilizantes, ou pegar "oakum" - um material usado na construção de navios - usando um grande prego de metal chamado "spike", termo que também era o apelido pelo qual eram popularmente conhecidas as workhouses.[carece de fontes?]
A vida em uma workhouse era intencionalmente dura, de forma a dissuadir a entrada daqueles em condições físicas para o trabalho e garantir que apenas os realmente necessitados as procurassem. Mas em áreas como a provisão de assistência médica gratuita e educação infantil, nenhuma das quais disponíveis aos pobres na Inglaterra vivendo fora das workhouses até o início do século XX, os habitantes destes locais tinham uma vantagem sobre a maioria da população, um dilema que as autoridades da Poor Law nunca puderam reconciliar.[carece de fontes?]
Com o avanço do século XIX, as workhouses gradativamente se tornaram refúgios para os idosos, enfermos e doentes, e na legislação de 1929 foi permitido às autoridades que tomassem as enfermarias das workhouses como hospitais municipais. Embora elas fossem formalmente abolidas pela mesma legislação em 1930, muitas continuaram a funcionar sobre a alegação de serem Instituições de Assistência Pública sob o controle das autoridades locais. Apenas com o Ato de Assistência Nacional de 1948 os últimos vestígios da Poor Law desapareceram, e com eles as workhouses.[carece de fontes?]
Embora um pequeno número de workhouses tenha sido estabelecido em outros países da Europa, o sistema era quase exclusivamente britânico. Os Países Baixos, por exemplo, tinham três grandes workhouses para todo o país, enquanto o condado inglês de Cheshire tinha 31 em 1777.

## Antecedentes legais e sociais

### Da Era Medieval ao início da Era Moderna
A Poor Law Act de 1388 foi uma tentativa de resolver os problemas de falta de mão-de-obra causados pela Peste Negra, uma devastadora pandemia que matou por volta de um terço da população da Inglaterra. A nova lei fixava salários e restringia o movimento dos trabalhadores, uma vez que se pudessem sair de sua paróquia civil à procura de trabalhos com salários mais elevados, os salários de todos inevitavelmente aumentaria.[carece de fontes?]
De acordo com o historiador Derek Frase, o medo de distúrbios sociais procedidos à peste definitivamente resultaram transformação do Estado em responsável por acolher os pobres, que não mais eram abandonados à "caridade cristã pessoal". As leis resultantes contra a vagabundagem foram as origens de uma assistência aos pobres mantida pelo Estado. A partir do século XVI uma distinção foi legalmente instituída entre aqueles que eram aptos a trabalhar mas não podiam, e aqueles que eram aptos a trabalhar mas não trabalhariam: entre os genuinamente desempregados e os vagabundos. Ajudar os desfavorecidos era um problema exacerbado pela Dissolução dos Monastérios de Henrique VIII, iniciada em 1536. Elas eram uma importante fonte de atividades de caridade e também de empregos diretos e indiretos. O Ato de Assistência aos Pobres de 1576 estabeleceu o princípio de que se os indivíduos fisicamente aptos ao trabalho quisessem algum tipo de auxílio, teriam de trabalhar por ele.
O Ato de Auxílio aos Pobres de 1601 tornou as paróquias civis legalmente responsáveis pelo cuidado daqueles dentro de sua região administrativa que, por causa da idade ou de enfermidade, eram incapacitados ao trabalho. O Ato essencialmente classificava os pobres em um de três grupos. Propunha que aos capacitados ao trabalho fosse oferecido trabalho em uma casa de correção (as precursoras das workhouses), onde o "persistente inerte" seria punido. Ele também propunha a construção de casas para os pobres impotentes, os velhos e enfermos,  embora a maior parte da assistência seria garantida através de auxílios "externos", ou seja, dinheiro, comida ou outras necessidades daqueles que vivessem em suas próprias casas. A construção destas casas seria custeada por um imposto local cobrado dos indivíduos mais ricos de cada paróquia.